# 近野真昼
近野 真昼（こんの まひる、1月9日 - ）は、日本の元女性声優。神奈川県出身。

## 人物
以前はプロ・フィットに所属していた。
方言は福島弁。
趣味はサッカー観戦。スポーツはバレーボール。特技は歌唱、ブラインドタッチ。

## 出演作品

### テレビアニメ
2003年
- 犬夜叉（腰元）

2004年
- 巌窟王（人々）
- グレネーダー 〜ほほえみの閃士〜（藍の母、桃華楼の女、遊女）
- ごくせん（ホステスB）
- 爆裂天使（アナウンサー、教師、女子アナ）
- 忘却の旋律（女教師）

2005年
- SHUFFLE!（ナースB）
- SPEED GRAPHER（国分寺の母）
- ふしぎ星の☆ふたご姫（ヤームル〈しずくの国の女王〉、ベアベアの人）
- BLEACH（バウント）

2006年
- 銀魂（姉さん、障子、看護師A）
- ケロロ軍曹（おばさん）
- シュヴァリエ（女性ガーゴイルA、侍女A）
- RED GARDEN（大家、教育係1）

2007年
- SHUFFLE! MEMORIES（ナースB）
- 神霊狩/GHOST HOUND（看護士）
- 魔法少女リリカルなのはStrikerS（老婆）

2008年
- Yes!プリキュア5GoGo!（主婦）
- シゴフミ（教師、男の子）
- スレイヤーズREVOLUTION（おばさん）
- ドルアーガの塔 〜the Aegis of URUK〜（家政婦）
- のらみみ2（母上）
- BUS GAMER（斉藤の母）
- ひだまりスケッチ×365（吉野屋の母）

2009年
- シャングリ・ラ（オペレーター）
- スレイヤーズEVOLUTION-R（タファーラシア国民E）
- WHITE ALBUM（振付師）
- リストランテ・パラディーゾ（女性の母親）

### OVA
2006年
- sin in the rain（おばちゃん）

### ゲーム
- アップルシード EX（女サイボーグ）
- アルカナハート2（ナレーション、恵良巡査）
- カメオ:エレメンツ オブ パワー （エーゲア、ジオデ）
- SIMPLE DSシリーズ Vol.43 THE ホストしようぜ! 〜DXナイトキング〜（真田織江）
- 召しませ浪漫茶房（天海眞胡）

### ドラマCD
- ぱにぽに（宝箱の妖精）
- Drama CD 薔薇嬢のキス〜rose1〜（風紀の先生）
- BRAVE10（アナスタシア）
- Hybrid Child（葉月〈幼少時代〉）

### 吹き替え
- グラスハウス（アマンダ）
- ゲス・フー/招かれざる恋人（キンブラ）
- コールドケース 迷宮事件簿（ジェニファー）
- 告発者（デニス）
- 食神（女神）
- セイブ・ザ・ワールド（ラビ）
- ナイトメア・ミュージアム（シエラ）
- 憑（フォン）
- ぼくとロッタの大逆転（キム）
- 龍拳（チューピン）